# Boeing C-135
Die Boeing C-135 Stratolifter ist ein militärisches Transportflugzeug der US Air Force (USAF), das Boeing Ende der 1950er Jahre von der KC-135 ableitete.
Im weiteren Sinne ist C-135 die Bezeichnung für die ganze Baureihe, zu der eine Vielzahl von Varianten gehört. Neu gebaut wurden nur die Modelle KC-135A und -B, RC-135A, -B, und C-135A, -B und -F. Alle übrigen Versionen – darunter EC-135, OC-135, WC-135 und dutzende Untertypen – sind im Laufe der Jahre durch Umrüstungen entstanden.

## C-135-Baureihe

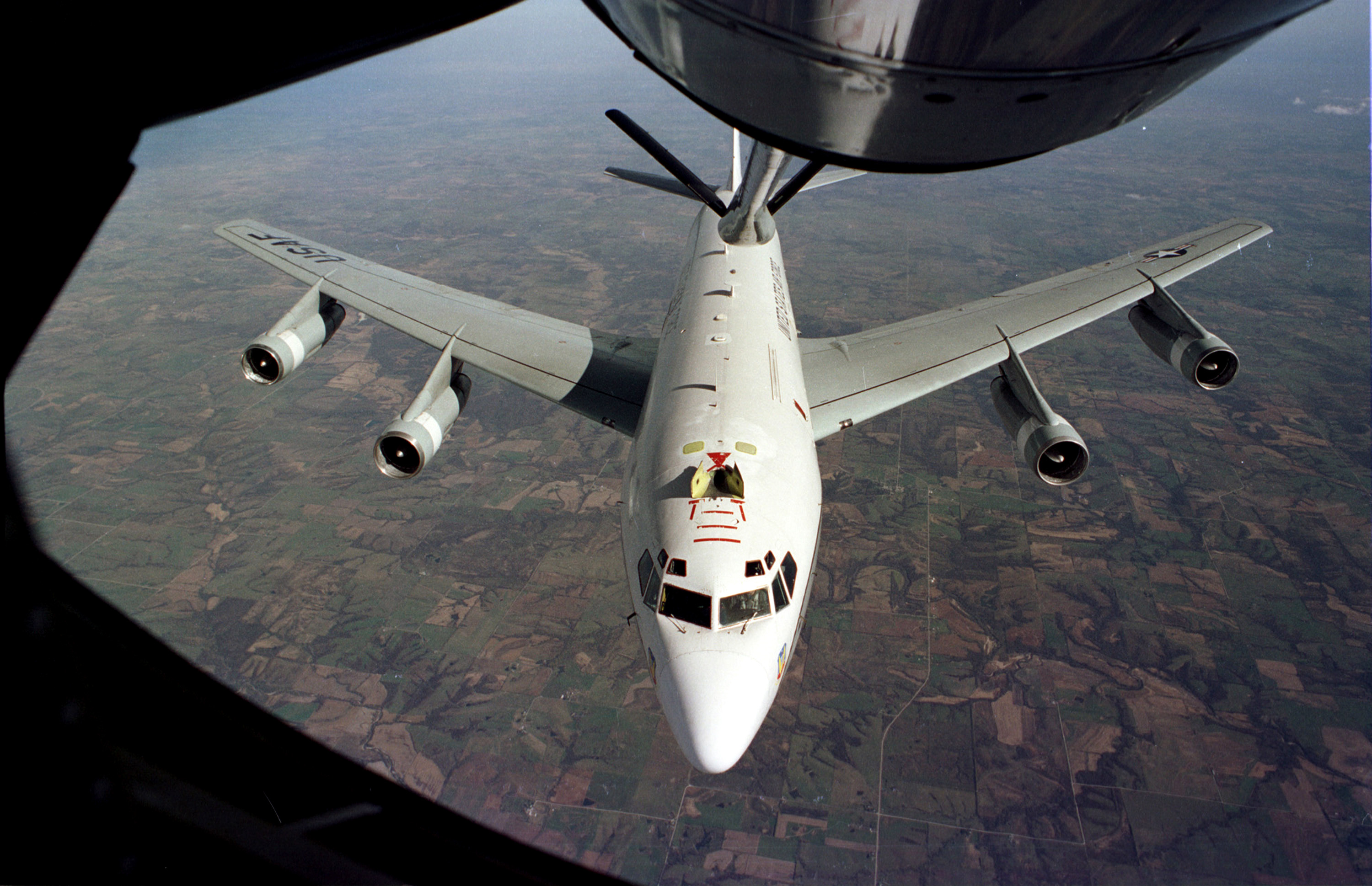
WC-135W Constant Phoenix Wetteraufklärungsflugzeug der USAF

Zur C-135-Familie gehören die Basisvarianten:
- C-135: Transportflugzeug; 45 Stück von 1961 bis 1962 gebaut, siehe unten
- EC-135: Elektronische Ausrüstung; ab 1961 aus umgerüsteten C- und KC-135 entstanden
- KC-135: Tankflugzeug; 761 Stück von 1956 bis 1962 gebaut, darunter 12 für Frankreich
- OC-135: Beobachtungsflugzeug; 3 Stück 1992–1996 aus umgerüsteten WC-135 entstanden und im Einsatz im Rahmen des Vertrag über den Offenen Himmel (Treaty on Open Skies).
- RC-135: Aufklärungsflugzeug; ältere Versionen aus umgerüsteten C- und KC-135 entstanden, 14 Stück wurden 1964–1965 neu gebaut, Großbritannien beschaffte drei Maschinen als Ersatz der Nimrod R1.
- TC-135: Trainingsflugzeuge für die RC-135
- VC-135: VIP-Transporter; 7 Stück 1967–1975 aus umgerüsteten C-135 entstanden
- WC-135 Constant Phoenix: Wetteraufklärungsflugzeug; 10 Stück 1965 aus umgerüsteten C- und KC-135 entstanden, 2011 waren noch zwei Flugzeuge im Einsatz, Stützpunkt war die Offutt Air Force Base im US-Bundesstaat Nebraska.[2] Im April 1986 auch Einsatz zur Feststellung der Radioaktivität in Europa durch die Katastrophe von Tschernobyl. Im März 2011 zur Sammlung von Luftproben (engl. Air sampling and collection operations) in Japan während der Nuklearkatastrophe von Fukushima eingesetzt.[3][4][5] Im Rahmen der Kernwaffentests des Nordkoreanischen Kernwaffenprogramms wurde 2016 die letzte verbliebene WC-135 eingesetzt.[6]

## C-135-Transporter

### Ursprung
Ende der 1950er Jahre bemühte sich der Military Air Transport Service (MATS), das Lufttransportkommando der US-Luftwaffe, um die Modernisierung seiner Transportflotte. Diese bestand noch 1960 hauptsächlich aus propellergetriebenen C-124 Globemaster II und C-133 Cargomaster, während alle übrigen Hauptkommandos bereits auf Jets umgestellt hatten. Die Luftwaffe stand vor der Entscheidung, entweder kurzfristig eine Frachtervariante eines bestehenden Modells zu beschaffen oder einen neu entwickelten kompromisslosen Militärtransporter mit entsprechend längerer Wartezeit. Die USAF wählte zunächst den schnellen Weg. Douglas bot eine Frachtversion seiner DC-8 an, mit Turbofantriebwerken und abklappbarem Heck zur leichten Beladung. Boeing schlug einen ähnlichen Entwurf auf Basis seines erfolgreichen Tankflugzeugs KC-135 Stratotanker vor.

### C-135A
Im Mai 1960 genehmigte der US-Kongress die Beschaffung von 50 Boeing-Transportflugzeugen mit der Bezeichnung C-135 Stratolifter für insgesamt 169 Millionen US-Dollar. Aus Kostengründen entfielen sowohl die modernen Turbofans zugunsten billigerer Turbojetmotoren J57 als auch das Klappheck. Einzige wesentliche Unterschiede zur KC-135A waren die fehlende Tankanlage und ein verstärkter Boden im Frachtdeck. So blieben denn auch die Abmessungen des Laderaums mit einer Breite von 3,28 m und einer Höhe von 2,11 m gleich. Durch den weggefallenen Zugang zum Betankungsabteil passten acht Paletten des Typs 463L hinein, zwei mehr als bei der Stratotanker. Die maximale Zuladung lag bei 41,1 Tonnen, alternativ bis zu 126 Soldaten. Ein Frachtladesystem mit Winde und Schienen an der Decke erleichterte die Beladung durch die 2 mal 3 Meter große seitliche Frachttür. Durch diese Förderschienen reduzierte sich die nutzbare Höhe allerdings auf 1,73 m.
Um den neuen Transporter möglichst schnell erhalten zu können, ließ der MATS drei schon im Bau befindliche KC-135A zu C-135A umrüsten. Der Erstflug der ersten Maschine mit der USAF-Seriennummer 60-0356 fand am 19. Mai 1961 statt, sie stand der Luftwaffe ab dem 8. Juni 1961 zur Verfügung.
Die erste echte C-135A (Boeing-Modellnummer 717-157) mit der Seriennummer 61-0369 flog erstmals am 23. Juni 1961. Die Luftwaffe übernahm das erste Exemplar am 12. August desselben Jahres für die 18. Lufttransportstaffel des 1611. Lufttransportgeschwaders des MATS auf der McGuire Air Force Base in New Jersey. Insgesamt lieferte Boeing 15 neu gebaute C-135A plus drei umgebaute aus.
Die drei aus KC-135 entstandenen Stratolifter wurden schon 1962 für Aufklärungszwecke umgerüstet und Mitte der 1970er Jahre weiter zu Tankflugzeugen KC-135A und schließlich KC-135R. Die meisten der übrigen C-135A dienten nach einem Umbau 1966 zu EC-135N ARIA als Mess- und Kommunikationsplattform zur Unterstützung der Apollo-Mondmissionen der NASA. Mindestens drei EC-135N hießen nach dem Ausbau der Elektronik 1979 C-135N. Zur weiteren Verwendung der C-135A gehörten Tests und der Transport von Luftwaffenkommandeuren. Einige erhielten in den 1980er Jahren modernere TF33-Triebwerke und die Bezeichnung C-135E.

### C-135B

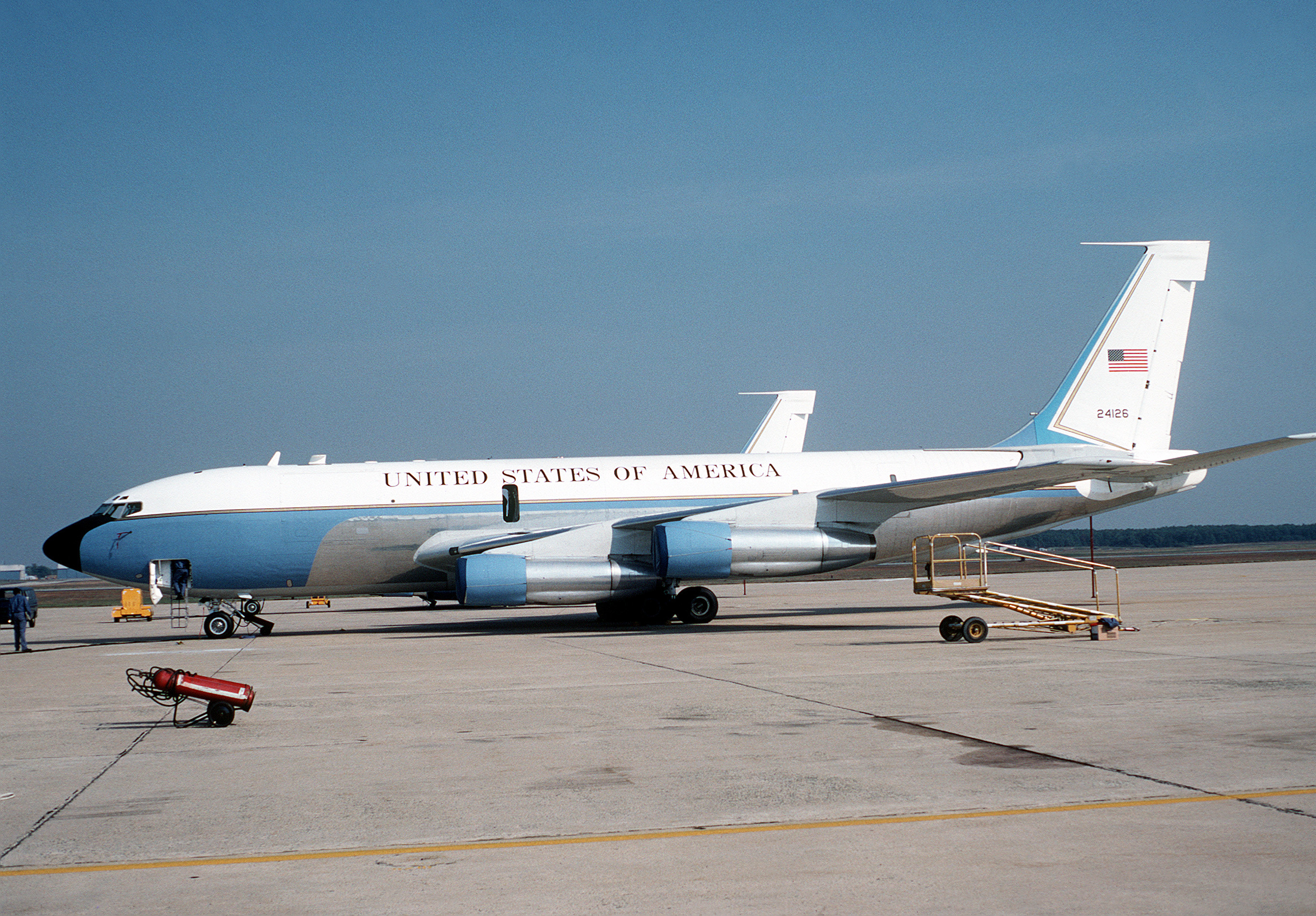
C-135B für VIP-Transport

Von den ursprünglich geplanten 50 C-135 produzierte Boeing 30 Stück als verbesserte Version C-135B (Boeing-Modellnummer 717-158). Sie besaßen stärkere Turbofantriebwerke des Typs Pratt & Whitney TF33-P-5 mit je 71 kN Leistung und Schubumkehr anstelle der J57-P-59W mit 50 kN bei der C-135A. Zu den weiteren Änderungen gehörte ein vergrößertes Höhenleitwerk und eine überarbeitete Inneneinrichtung (Küche, Toiletten, Lüftung, Lärmdämmung). Der Erstflug des B-Modells fand am 20. Dezember 1961 statt, die Übergabe an die Luftwaffe am 1. März 1962. Die 30. C-135B und letzte von insgesamt 45 Stratoliftern übernahm der MATS im Herbst 1962. Bereits 1965 begann die Ausmusterung der B-Version, da der Nachfolger C-141 Starlifter in zunehmenden Stückzahlen verfügbar wurde. Die USAF nutzte die Stratolifter anschließend für eine Reihe von Spezialaufgaben, darunter Telemetrie (C-135B TRIA, EC-135B ARIA), Wetteraufklärung (WC-135B), militärischen VIP-Transport (VC-135B), Aufklärung (RC-135M) und Beobachtung im Rahmen des Open-Skies-Vertrags (OC-135B).
Eine C-135B (61-2669) wurde 1965 zunächst zu einer WC-135B modifiziert, 1972 zu einer C-135B zurückgebaut und 1974 unter dem Namen C-135C Speckled Trout zu einer Testplattform für Cockpit-Avionik umgerüstet. In zweiter Linie diente sie der Beförderung von USAF-Befehlshabern. Am 13. Januar 2006 flog sie zum letzten Mal, wurde am 10. Februar nach 31.000 Flugstunden stillgelegt und ist seitdem im Museum des Air Force Flight Test Centers auf der Edwards Air Force Base ausgestellt.

### C-135F
Das ab 1963 für Frankreich gebaute Tank- und Transportflugzeug C-135F ist technisch näher mit der KC-135A verwandt als mit dem C-135-Frachter. Da die Transportrolle für Frankreich gleichrangig mit der Betankung war, erhielt es die Bezeichnung C-135F und nicht etwa KC-135F. Seit einer Modernisierung in den 1980er Jahren heißen sie C-135FR. Siehe Boeing KC-135#C-135F – Tanker für Frankreich.

### C-135K
Ein einziges Flugzeug bezeichnete die Luftwaffe 1996 als C-135K. Es ist eine ehemalige EC-135K und ursprüngliche KC-135A, deren elektronische Spezialausstattung entfernt wurde. Die Maschine mit der Seriennummer 59-1518 diente ab Ende 1996 auf der Hickam Air Force Base, Hawaii, als VIP-Flugzeug, bis die USAF sie im März 2003 ausmusterte.

### Einsatz
Die Luftwaffe hatte auch die Beschaffung eines neu entwickelten Frachters nicht aus den Augen verloren und schon im März 1961 den Bau der C-141 Starlifter beschlossen. Daher kam die Stratolifter nur wenige Jahre als Transporter zum Einsatz. Für Sperrgut war sie wegen der seitlichen Ladeöffnung jedoch nicht geeignet, ebenso wenig für Fallschirmabsprünge. Dazu konnte das A-Modell im beladenen Zustand mangels Schubumkehr nur auf langen Bahnen landen, so dass die beförderte Fracht danach oft noch über die Straße zum Einsatzgebiet gebracht werden musste. Der Geschwindigkeitsvorteil des Jets gegenüber den propellergetriebenen Vorgängern relativierte sich dadurch stark.
Mitte September 1961 setzte der MATS die C-135 für Truppenverlegungen der 101. US-Luftlandedivision der US Army in die Türkei erstmals ein. Es folgte eine Vielzahl von Transporteinsätzen, bei denen die C-135 einige Rekorde für Nonstopdistanzen und Flugzeiten aufstellte. So zum Beispiel am 11. Januar 1962, als eine C-135A die 8.208 Kilometer von Fort Lewis, Washington zur Rhein-Main Air Base in zehn Stunden und zehn Minuten zurücklegte. Ab 1965 begann die C-141 die Stratolifter im Lufttransport abzulösen. Die Luftwaffe ließ sie nach und nach für andere Aufgaben umrüsten. Sieben Stratolifter gingen durch Unfälle verloren, wobei über 100 Menschen ums Leben kamen. Etwa die Hälfte der gebauten Maschinen stand Anfang 2007 noch im Dienst, keine davon allerdings als normales Transportflugzeug.

## Produktion
Abnahme der C-135 durch die USAF:
| Version         | 1957 | 1958 | 1959 | 1960 | 1961 | 1962 | 1963 | 1964 | 1965 | 1966 | 1967 | SUMME |
| --------------- | ---- | ---- | ---- | ---- | ---- | ---- | ---- | ---- | ---- | ---- | ---- | ----- |
| KC-135A         | 37   | 158  | 152  | 87   | 60   | 76   | 96   | 66   |      |      |      | 732   |
| C-135A          |      |      |      |      | 14   | 1    |      |      |      |      |      | 15    |
| C-135B          |      |      |      |      |      | 30   |      |      |      |      |      | 30    |
| EC-135A (ACPS)  |      |      |      |      |      |      |      |      | 3    | 1    |      | 4     |
| EC-135C (PACCS) |      |      |      |      |      |      |      | 14   |      |      |      | 14    |
| EC-135C (NEACP) |      |      |      |      |      |      |      |      | 3    |      |      | 3     |
| RC-135C         |      |      |      |      |      |      |      |      |      |      | 10   | 10    |
| C-135F          |      |      |      |      |      |      |      | 12   |      |      |      | 12    |
| SUMME           | 37   | 158  | 152  | 87   | 74   | 107  | 96   | 92   | 6    | 1    | 10   | 820   |

## Zwischenfälle
Insgesamt gingen 76 Flugzeuge der Boeing C-135 Familie durch Abstürze oder Unfälle verloren.
| Flugzeugtyp | Anzahl der Unfälle | Zahl der Todesopfer |
| ----------- | ------------------ | ------------------- |
| KC-135A     | 56                 | 350                 |
| KC-135E     | 2                  | 6                   |
| KC-135P     | 1                  | 5                   |
| KC-135R     | 2                  | 6                   |
| KC-135Q     | 2                  | 5                   |
| C-135A      | 1                  | 84                  |
| C-135B      | 2                  | 87                  |
| C-135F      | 1                  | 4                   |
| EC-135C     | 1                  | 0                   |
| EC-135J     | 1                  | 0                   |
| EC-135K     | 1                  | 20                  |
| EC-135N     | 1                  | 21                  |
| EC-135P     | 1                  | 0                   |
| RC-135E     | 1                  | 19                  |
| RC-135S     | 1                  | 0                   |
| RC-135T     | 1                  | 3                   |
| VC-135A     | 1                  | 0                   |

Stand: 1. Januar 2010

## Technische Daten

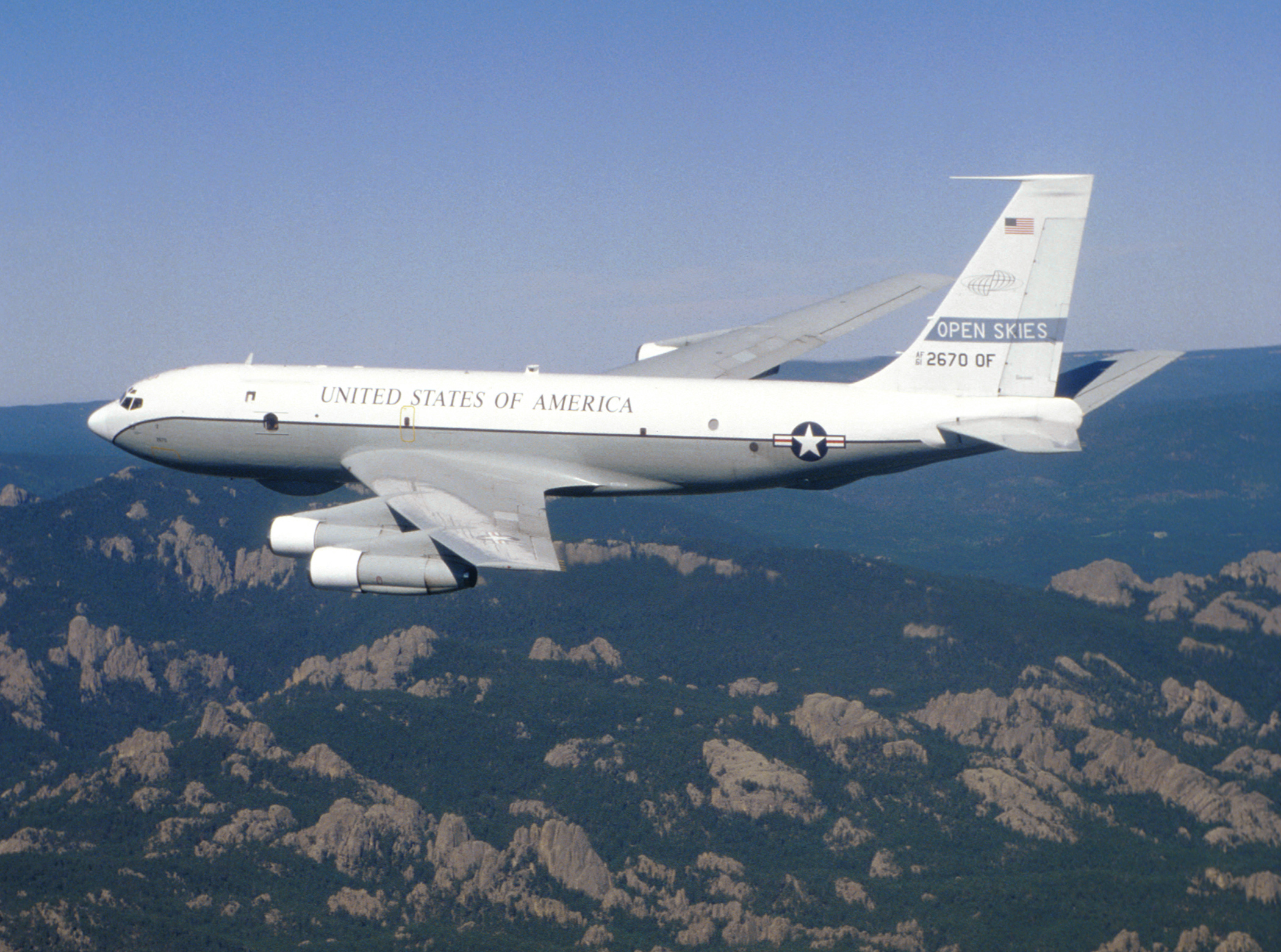
OC-135B Open Skies

| Kenngröße             | Daten der C-135B                                                                          |
| --------------------- | ----------------------------------------------------------------------------------------- |
| Besatzung             | 4 (Pilot, Kopilot, Navigator, Lademeister)                                                |
| Länge                 | 41,5 m                                                                                    |
| Spannweite            | 39,9 m                                                                                    |
| Höhe                  | 12,7 m                                                                                    |
| Flügelfläche          | 226 m²                                                                                    |
| Leermasse             | 46,4 t                                                                                    |
| max. Zuladung         | 40,4 t Fracht oder 126 Soldaten mit Ausrüstung oder 44 Krankentragen für MedEvac-Einsätze |
| max. Startmasse       | 124,7 t                                                                                   |
| Antrieb               | Vier Turbofans Pratt & Whitney TF33-P-5 mit je 71,4 kN Schub                              |
| Höchstgeschwindigkeit | 980 km/h                                                                                  |
| Gipfelhöhe            | 15.000 m                                                                                  |
| max. Reichweite       | 12.000 km                                                                                 |